# Augusto Franzoj
Augusto Franzoj (San Germano Vercellese, 2 ottobre 1848 – San Mauro Torinese, 13 aprile 1911) è stato un giornalista, esploratore e avventuriero italiano.
Augusto Franzoj nasce a San Germano Vercellese da Francesco Franzoj e Ottavia Cavalli.
Volontario a 17 anni durante la Terza Guerra di Indipendenza, poi repubblicano e mazziniano, partecipa ai moti insurrezionari di Pavia del marzo 1870, che finirono tragicamente con la fucilazione del caporale Pietro Barsanti. Franzoj viene imprigionato, poi processato: degradato e assegnato alla 8ª Compagnia di disciplina a Fenestrelle. Nel novembre del 1870 riesce ad evadere ma, ripreso, viene nuovamente imprigionato prima al forte di Rocca d'Anfo, poi a Gaeta ed infine a Venezia.
Dopo un tentato suicidio viene espulso dall'esercito e va a vivere a Torino, scrivendo per la Gazzetta del Popolo. Resosi protagonista di numerosi duelli (ne farà una trentina), deve spostarsi all'estero, nel 1872 in Svizzera, poi in Francia, Belgio, Spagna.
Nel 1882 parte per l'Africa, con interessi esplorativi, ma senza appoggi o mezzi finanziari. Nonostante ciò, viaggiando da solo, con vari stratagemmi e con un piccolo aiuto ricevuto da Menelik, Franzoj riesce nell'impresa di recuperare i resti di Giovanni Chiarini da Ghera, impresa considerata rischiosa, per la quale Pietro Antonelli aveva previsto una spesa di ben 50.000 lire dell'epoca (le spese affrontate dal Franzoj sono calcolate da Pietro Felter in circa 300 lire). Franzoj giungerà ad Assab con le spoglie del caduto il 28 agosto 1884. Il 26 novembre 1884 si svolge a Chieti una solenne cerimonia per la restituzione dei resti di Chiarini alla città natale.
Negli anni successivi torna più volte in Africa sia come esploratore che come corrispondente, e viaggia in Sudamerica e nell'America del Nord. Nel 1908 abbandona la fede repubblicana e abbraccia il socialismo. È inviato del quotidiano La Stampa.
In Africa ebbe modo di conoscere il poeta francese Arthur Rimbaud, e lo scrittore Emilio Salgari a Verona.
Franzoj ha lasciato testimonianze delle sue spedizioni nelle relazioni Continente nero e Aure africane.
Tormentato dai dolori di un'artrite deformante, Franzoj muore suicida a San Mauro Torinese il 13 aprile 1911 sparandosi alle tempie con due pistole e lasciando un figlio in tenera età.
La città di Torino gli ha intitolato una via nel quartiere Parella.
Il 13 aprile del 2019 l'amministrazione comunale di San Mauro Torinese gli ha intitolato l'area verde presso il Centro Culturale Polivalente di via XXV Aprile 60.
Il Comune di San Germano Vercellese gli ha intitolato una via e il campo sportivo.